# Нарушения звукопроизношения
Звукопроизношение — процесс образования речевых звуков, осуществляемый энергетическим (дыхательным), генераторным (голосообразовательным) и резонаторным (звукообразовательным) отделами речевого аппарата при регуляции со стороны центральной нервной системы.
Нарушения звукопроизношения — группа дефектов произношения, включающая такие формы как дислалия, ринолалия (палатолалия), дизартрия и, частично, афазия.
Нарушения звукопроизношения следует дифференцировать с диалектным говором и неправильным произношением в результате низкой культуры речи и грамотности.

## Коррекция
Коррекция нарушений звукопроизношения — система логопедической работы, направленная на формирование правильного произношения, представления (представления фонематические) и восприятия (восприятие фонематическое или фонематические слух) фонем и развитие речи. Осуществляется учителями-логопедами и воспитателями речевых групп детских дошкольных образовательных учреждений (детских садов).

### Таблица появления звуков в норме
| Возраст | от 1 года до 2 лет | от 2 лет до 3 лет                  | от 3 до 5 лет       | от 5 до 6 лет |
| ------- | ------------------ | ---------------------------------- | ------------------- | ------------- |
| Звуки   | А, О, Э, П, Б. М   | И, Ы, У, Ф, В, Т, Д, Н, К, Г, Х, J | С, З, Ц, Ш, Щ, Ж, Ч | Л, Р          |

## Профилактика
Профилактика нарушений звукопроизношения сводится к правильному воспитанию речи ребёнка в период её формирования. Согласно О. В. Правдиной (1973): «… в раздел функциональных дислалий попадают случаи, зависящие от неправильного речевого воспитания (неправильное произношение маленького ребёнка не поправляют, а иногда даже культивируют), от неправильной или иноязычной речи окружающих, а также случаи, связанные с повышенной возбудимостью или некоторой отсталостью ребёнка, что мешает образованию тонких дифференцировок в речи как моторного, так и сенсорного характера».
В задачу профилактики нарушений звукопроизношения входят раннее выявление и ранняя реабилитация лиц с речевыми нарушениями, а также «активная пропаганда педагогических и санитарно-гигиенических знаний среди населения для эффективной профилактики нарушений речи». См..: Просвещение, Просвещение педагогическое, Просвещение санитарное, Профилактика.
При логопедическом обследовании детей прежде всего необходимо детально изучить строение и подвижность органов артикуляционного аппарата. Затем тщательно обследовать состояние звукопроизношения, важно выяснить состояние фонематического восприятия. Обследование артикуляционного аппарата начинается с проверки всех его органов: губ, языка, зубов, челюсти, неба. При этом логопед отмечает, нет ли дефектов в строении, соответствует ли оно норме.
Далее проверяется подвижность органов артикуляционного аппарата. Ребёнку предлагают выполнить различные задания по подражанию или речевой инструкции, при этом логопед отмечает свободу и быстроту движений органов артикул аппарата, их плавность, а также на сколько легко осуществляется переход от одного движения к другому.
В результате обследования должно быть выявлено умение ребёнка произносить тот или иной звук изолированно и использовать его в самостоятельной речи. При этом следует отмечать недостатки звукопроизношения: замену, смешение, искажение, отсутствие, изолировано, в словах, фразе, как произносит слова разной слоговой структуры перестановки, выпадения. Для обследования произношения звуков в словах необходим набор специальных картинок. После проверки состояния звукопроизношения необходимо выяснить, как ребёнок воспринимает их на слух, как различает.